# Verband Königsberger Ballspiel-Vereine

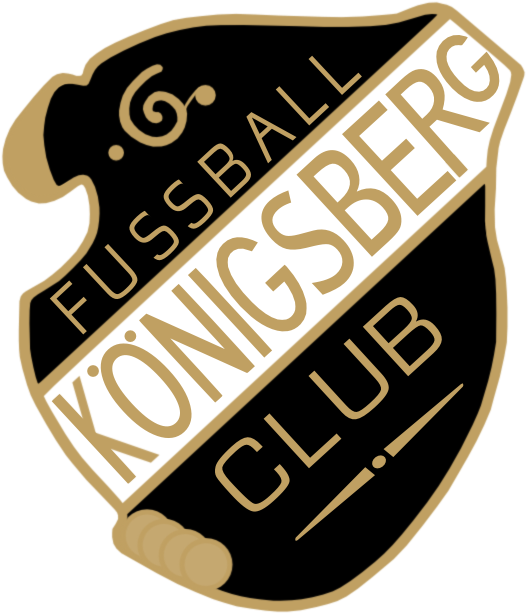
FC 1900 Königsberg – Rekordmeister des VKBV

Der Verband Königsberger Ballspiel-Vereine (VKBV) war ein lokaler Fußballverband in der ehemals ostpreußischen Stadt Königsberg.

## Gründung
Der Fußball kam relativ spät nach Königsberg und hatte erhebliche Mühe, sich zu etablieren. Von den aktiven Fußballern abgesehen, war das Interesse in der Bevölkerung sehr gering. Auch spielerisch blieb Königsberg, sowie der gesamte Nordosten,
weit hinter der Entwicklung der meisten anderen Verbände zurück. Dazu trug auch die nur sehr dünne Besiedelung des Umlandes bei, wodurch in der Umgebung das Potential fehlte, um Fußballvereine entstehen zu lassen.
Im Jahre 1900 wurde der FC Königsberg gegründet, zwei Jahre später entstand der SC Ostpreußen. 1904 folgten Sportzirkel Samland sowie der FC Prussia und auch in den Jahren danach gab es weitere Vereinsgründungen.
Der VKBV wurde am 3. September 1904 gegründet. Der Vorstand setzte sich wie folgt zusammen: 1. Vorsitzender H. Weinberg (FC 1900), 2. Vorsitzender K. Paehlke (FC Prussia), Schriftführer A. Hirsch (SC Ostpreußen), Kassierer W. Bartschat (Sportzirkel Samland), Beisitzer P. Reicke (FC 1900).

## Entwicklung
Seine erste Meisterschaft in zwei Spielklassen trug der Verband Königsberger Ballspiel-Vereine in der Saison 1904/05 aus, an der sich die vier o. g. Vereine mit ihren Reserven beteiligten. Meister wurde der FC 1900 Königsberg, der sich 1907 in VfB 1900 Königsberg umbenannte.
Im Frühjahr oder Sommer 1908 dürfte die Auflösung des Verbandes Königsberger Ballspiel-Vereine erfolgt sein, durch das Aufgehen im Anfang des Jahres gegründeten Baltischen Rasensport Verband (BRV). Die Berichterstattung in den zeitgenössischen Sportzeitungen war aus dem Nordosten des ehemaligen Deutschen Reiches nur sehr dürftig. In der Saison 1907/08 trug der BRV aber bereits seine erste regionale Meisterschaftsendrunde aus.

## Spielzeiten

### 1904/05
| Pl. | Verein                              | Sp. | S | U | N | Tore    | Quote | Punkte |
| --- | ----------------------------------- | --- | - | - | - | ------- | ----- | ------ |
| 1.  | FC 1900 Königsberg                  | 6   | 5 | 1 | 0 | 024:600 | 4,00  | 11:10  |
| 2.  | SC Ostpreußen Königsberg            | 3   | 1 | 0 | 2 | 003:700 | 0,43  | 02:40  |
| 3.  | Sportzirkel Samland 1904 Königsberg | 3   | 0 | 2 | 1 | 002:600 | 0,33  | 02:40  |
| 4.  | FC Prussia 1904 Königsberg          | 4   | 0 | 1 | 3 | 002:120 | 0,17  | 01:70  |

| Legende |                      |
|         | Königsberger Meister |

- Sieger 2. Klasse: FC 1900 Königsberg II

### 1905/06
| Pl. | Verein                              | Sp. | S | U | N | Tore    | Quote | Punkte |
| --- | ----------------------------------- | --- | - | - | - | ------- | ----- | ------ |
| 1.  | FC 1900 Königsberg (M)              | 2   | 2 | 0 | 0 | 009:000 | ∞     | 04:0   |
| 2.  | Sportzirkel Samland 1904 Königsberg | 3   | 1 | 0 | 2 | 004:110 | 0,36  | 02:40  |
| 3.  | SC Prussia 1904 Königsberg a        | 1   | 0 | 0 | 1 | 002:400 | 0,50  | 0:20   |
| 4.  | SpVgg Königsberg (N)                | 0   | 0 | 0 | 0 | 000:000 | 1,00  | 0:0    |
| 5.  | SC Ostpreußen Königsberg b          | 0   | 0 | 0 | 0 | 000:000 | 1,00  | 0:0    |

| Legende |                                |
|         | Königsberger Meister           |
|         | Einstellung des Spielbetriebes |
| (M)     | Titelverteidiger Königsberg    |
| (N)     | Einreihung in die 1. Klasse    |

- Sieger 2. Klasse: FC Prussia 1904 Königsberg II

### 1906/07
| Pl. | Verein                              | Sp. | S | U | N | Tore    | Quote | Punkte |
| --- | ----------------------------------- | --- | - | - | - | ------- | ----- | ------ |
| 1.  | FC 1900 Königsberg (M)              | 3   | 3 | 0 | 0 | 032:200 | 16,00 | 06:0   |
| 2.  | SC Ostpreußen Königsberg            | 3   | 2 | 0 | 1 | 003:170 | 0,18  | 04:20  |
| 3.  | Sportzirkel Samland 1904 Königsberg | 3   | 1 | 0 | 2 | 002:600 | 0,33  | 02:40  |
| 4.  | SC Prussia 1904 Königsberg          | 3   | 0 | 0 | 3 | 001:130 | 0,08  | 0:60   |

| Legende |                             |
|         | Königsberger Meister        |
| (M)     | Titelverteidiger Königsberg |

- Sieger 2. Klasse: VfB Königsberg II
- Sieger 3. Klasse: VfB Königsberg III

### 1907/08
Die Hinrunde wurde bereits gespielt, bevor sich der Verband dem neu gegründeten Baltischen Rasensport-Verband anschloss. Die Rückrunde wurde daher nicht mehr ausgetragen, stattdessen gab es eine K.-o.-Runde zur Ermittlung des Teilnehmers an der baltischen Fußballendrunde (siehe dafür: Baltische Fußballmeisterschaft 1907/08).
| Pl. | Verein                              | Sp. | S | U | N | Tore    | Quote | Punkte |
| --- | ----------------------------------- | --- | - | - | - | ------- | ----- | ------ |
| 1.  | VfB Königsberg c (M)                | 2   | 2 | 0 | 0 | 022:200 | 11,00 | 04:0   |
| 2.  | Sportzirkel Samland 1904 Königsberg | 2   | 1 | 0 | 1 | 009:120 | 0,75  | 02:20  |
| 3.  | SC Prussia 1904 Königsberg          | 2   | 0 | 0 | 2 | 000:170 | 0,00  | 0:40   |
| 4.  | SC Ostpreußen Königsberg d          | 0   | 0 | 0 | 0 | 000:000 | 1,00  | 0:0    |

| Legende |                             |
|         | Königsberger Meister        |
| (M)     | Titelverteidiger Königsberg |

- Sieger 2. Klasse: VfB Königsberg II
- Sieger 3. Klasse: VfB Königsberg III